# کلیسای سرکیس مقدس (اصفهان)
کلیسای سرکیس مقدس (به ارمنی: Սուրբ Սարգիս եկեղեցի) مربوط به دوره صفوی است و در اصفهان، جلفا محله ایروان، خیابان خاقانی، کوچه نمازخانه ایروان واقع شده و در سال ۱۶۵۹ میلادی بنا شده‌است. این اثر در تاریخ ۱۷ اسفند ۱۳۸۱ با شمارهٔ ثبت ۷۶۴۵ به‌عنوان یکی از آثار ملی ایران به ثبت رسیده‌است.

## تاریخ کلیسا
در ابتدا نام آن «آمِناپرکیچ مقدس» بود اما در ۱۸۵۰ میلادی به دنبال ویرانی کلیسای سرکیس مقدس و انتقال وسایل آن به این کلیسا به کلیسای سرکیس مقدس تغییر نام داد.

## معماری کلیسا
پلان کلیسا به شیوه بازیلیک ستوندار در جهت شرقی-غربی قرار گرفته. کلیسا دارای دو گنبد است که هریک دارای هشت نورگیرند. گنبد کوچکتر در بالای محراب قرار دارد و گنبد بزرگتر با قوس‌هایی بر روی چهار ستون قرار گرفته. مصالح به کار رفته در ساختمان عبارت‌اند از خشت و آجر. دیوارهای خارجی دارای قاب‌بندی‌هایی با نمای آجری اند و دیوارهای داخلی با گچ پوشانده شده‌اند. این دیوارها در گذشته نقاشی‌های بسیاری داشتند که به علت مرمت بسیاری از آن‌ها از بین رفته و در حال حاضر تنها نقاشی‌های قسمت گنبد باقی مانده‌اند. برج ناقوس خانه در قسمت جنوب غربی ساختمان و بر روی سقف کلیسا بنا شده. در قسمت جنوبی کلیسا هم نمازخانه کوچکی با گنبدی قوسی شکل به نام استپانوس مقدس قرار دارد که در سال ۱۷۰۴ میلادی ساخته شده‌است.

## عکس
- عکس از فضای داخلی کلیسا
- عکس از فضای داخلی کلیسا